# DEL48
DEL48（ディーイーエル フォーティーエイト）は、インド北部を拠点に活動していた女性アイドルグループである。総合プロデュースを秋元康が務めるAKB48グループのひとつであった。
グループ名の由来は、インドの中心地、デリー (Delhi)。グループカラーは、インド国旗のサフラン色（力と勇気）と白（平和と真実）をイメージしたもの。

## 概要
AKB48のインドでの姉妹グループとしては、2017年12月27日にムンバイを拠点とするMUM48の結成が発表されていたが、AKB48グループ運営会社「AKS」とMUM48運営会社「RASHIMI RAJ MEDIA PRIVATE LIMITED」とのライセンス契約が2018年11月に解約され、プロジェクトが終了していた。AKSは新たに、インドを主体とした3x3国際プロバスケットボールリーグ「3BL」を運営するYKBK ENTERPRISE PRIVATE LIMITEDをパートナー企業として、合弁会社「YKBK 48 Entertainment Private Limited」を設立した。2019年6月19日、インド北部を拠点とするDEL48、ムンバイを拠点とするMUB48の2グループを同時に立ち上げることが発表された。日本国外のAKB48グループでは、8番目の姉妹グループとなる。

## 略歴

### 2019年
- 6月19日、インド・ニューデリーにて記者会見を開催し、MUB48とともに結成することを発表した[1]。
- 第1期生オーディションを開催[1]。
- 12月28日、『第70回NHK紅白歌合戦』にAKB48紅白世界選抜として出演するDEL48代表メンバーとして、グローリーがAKB48劇場でお披露目される[2]。
- 12月30日、第1期生メンバー22名が公式サイトにおいて公開される[3]。

### 2020年
- 10月16日、「新型コロナウイルスの世界的な流行を要因に2020年10月5日以降のDEL48のすべての活動を一時休止した」と公式サイトにおいて発表した[4]。

### 2022年
- 7月13日、新型コロナウイルスによる不安定な状況を受け、MUB48とともに活動を終了することを公式サイトにおいて発表した[5]。

## メンバー
| 名前               | 本名              | 日本語よみ             | 生年月日               | 加入期 | 備考        |
| ------------------ | ----------------- | ---------------------- | ---------------------- | ------ | ----------- |
| アッキ Akki        | Aakanksha Bakshi  | アーカンクシャ・バクシ | 1997年6月14日（27歳）  | 1期    |             |
| アンヴィ Anvi      | Sanvi Arora       | サンヴィ・アロラ       | 1998年8月18日（26歳）  | 1期    |             |
| アシュレイ Ashley  | Ashwin Virk       | アシュウィン・ヴィルク | 2005年8月26日（19歳）  | 1期    | DEL48最年少 |
| ビーニー Beanie    | Binita Budhathoki | ビニタ・ブダトキ       | 1996年11月16日（28歳） | 1期    |             |
| ココ Coco          | Manasvani Pant    | マナスヴァニ・パント   | 2001年4月9日（23歳）   | 1期    |             |
| エリ Eli           | Eliza Sehgal      | エリザ・セガル         | 1997年9月21日（27歳）  | 1期    |             |
| エルサ Elsa        | Dhwani Singh      | ドゥワニ・シング       | 2002年3月15日（22歳）  | 1期    |             |
| フレイ Frey        | Freya Grover      | フレヤ・グローバー     | 2000年10月5日（24歳）  | 1期    |             |
| グリッター Glitter | Vidushi           | ビドゥシ               | 2002年10月12日（22歳） | 1期    |             |
| グローリー Glory   | Khushi Dua        | クシ・ドゥア           | 2003年8月27日（21歳）  | 1期    |             |
| グレース Grace     | Diksha Parmar     | ディクシャ・パルマル   | 1997年10月27日（27歳） | 1期    |             |
| イカ Ika           | Bhavika Chadha    | バヴィカ・チャダ       | 1998年9月27日（26歳）  | 1期    |             |
| イクラ Iqra        | Iqra Khan         | イクラ・カン           | 2005年5月22日（19歳）  | 1期    |             |
| クウィン Kwin      | Sonali Singh      | ソナリ・シング         | 1998年10月1日（26歳）  | 1期    |             |
| マンナ Manna       | Mannat Sandhu     | マンナト・サンドゥ     | 1996年12月21日（28歳） | 1期    |             |
| ミシャ Mishaa      | Mahika Sharma     | マヒカ・シャルマ       | 1998年11月12日（26歳） | 1期    |             |
| ミトゥー Mithu     | Loveena Nandwani  | ロビーナ・ナンドワニ   | 1998年8月1日（26歳）   | 1期    |             |
| ニーナ Nina        | Sonali Talwar     | ソナリ・タルワール     | 1997年3月17日（27歳）  | 1期    |             |
| ラチ Rach          | Rachna            | ラチュナ               | 1998年10月18日（26歳） | 1期    |             |
| レイナ Reyna       | Shivangi Negi     | シヴァンギ・ネギ       | 1999年7月2日（25歳）   | 1期    |             |
| サシャ Sasha       | Samragyi Bansal   | サムラギィ・パンサル   | 2000年10月30日（24歳） | 1期    |             |
| ティナ Tina        | Kiran             | キラン                 | 1996年8月18日（28歳）  | 1期    | DEL48最年長 |

## グループ編成

### メンバー構成推移
これまで1度のメンバーオーディションを実施し、メンバーはこのオーディションを経て加入している。
| 年月日   | 出来事                   | 増減 | 人数 | 加入期別人数変動 |
| 2019年   | 出来事                   | 増減 | 人数 | 加入期別人数変動 |
| -------- | ------------------------ | ---- | ---- | ---------------- |
| 12月28日 | Glory お披露目           | (+1) | (1)  |                  |
| 12月30日 | 1期生 プロフィール公開   | +22  | 22   | 1期生22人        |
| 2020年   | 出来事                   | 増減 | 人数 | 加入期別人数変動 |
| 10月5日  | グループ活動休止         |      |      |                  |
| 2022年   | 出来事                   | 増減 | 人数 | 加入期別人数変動 |
| 7月13日  | グループプロジェクト終了 | -22  | 0    | 1期生22人→0人    |